# 十二使徒遺訓
《十二使徒遺訓》（十二宗徒訓誨錄）是現存最早的基督教教會規範手冊，屬於「使徒教父」作品集之一，也是《使徒憲章》第七卷的基礎。共十六章，分為三部分，內容與《馬太福音》有許多類似的文句。成書年代係公元50-150年間；成書地點應於敘利亞地區，作品應出於猶太基督徒團體之手。

## 内容
- 第一～六章　「兩條道路」：生命之道是要愛上帝、愛鄰舍、離開惡行、善盡基督徒本分。死亡之道是不從真理、邪惡、虛假和放縱，行此道者必受咒詛。

- 第七～十五章　禮儀（儀式）說明：包含聖洗聖事、齋戒（禁食）、祈禱與日課（天主經／主禱文＼時辰祈禱）、聖體聖事、病人傅油聖事、對待先知、使徒與旅行者以及判斷真假的方式、先知與教師的權力與接待儀式、主日感恩禮與純潔的祭獻、主教與執事的推選、教會內部事務處理誦經祈禱的原則。

- 第十六章　末日論述。

## 完整全文內容
1. 天主教版本：呂穆迪（譯），《宗徒時代的教父》（香港：香港真理學會，1957年初版，頁1-18；台北：輔仁大學出版社，2005年，第二輯，頁197-215）
2. 新教版本：謝扶雅（譯），《基督教早期文獻選集》（香港：基督教文藝出版社，1976年初版，1990年再版，頁216-272）